# 巴尔克港
巴尔克港（法語：Port-des-Barques，法語發音：[pɔʁ de baʁk]）是法国滨海夏朗德省的一个市镇，属于罗什福尔区。

## 地理
巴尔克港（45°56'51"N, 1°4'43"W）面积5.66 平方千米，位于法国新阿基坦大区滨海夏朗德省，该省份为法国西部滨海省份，北起旺代省，西临大西洋，南至吉倫特省，东南接多爾多涅省，东北接德塞夫勒省接壤，东临夏朗德省。
与巴尔克港接壤的市镇（或旧市镇、城区）包括：富拉、圣弗鲁、圣洛朗德拉普雷、夏朗德河畔圣纳泽尔。

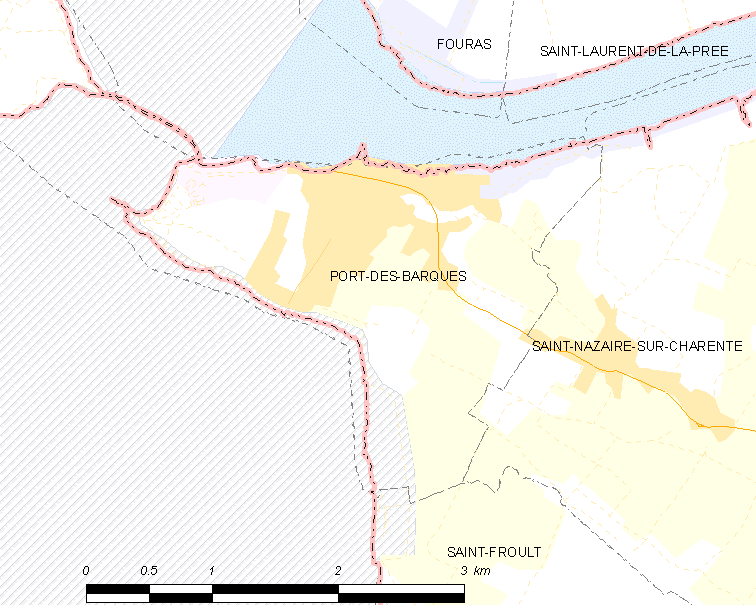
巴尔克港的OSM定位图

巴尔克港的时区为UTC+01:00、UTC+02:00（夏令时）。

## 行政
巴尔克港的邮政编码为17730，INSEE市镇编码为17484。

## 政治
巴尔克港所属的省级选区为托奈夏朗德县。

## 人口

1962-2008年间巴尔克港人口变化图示

巴尔克港于2022年1月1日时的人口数量为1754人。